# Xã Juniata, Quận Perry, Pennsylvania
Xã Juniata (tiếng Anh: Juniata Township) là một xã thuộc quận Perry, tiểu bang Pennsylvania, Hoa Kỳ. Năm 2010, dân số của xã này là 1.412 người.